# مصفاة ينبع (ياسرف)
مصفاة ينبع ارامكو سينوبك ياسرف المحدوده (YASREF) هي مصفاة بترول تابعة لشركة أرامكو السعودية وشركة سينوبك، تقع في مدينة ينبع. بطاقة تكرير تبلغ 400 ألف برميل يومياً، (64000 م3 / يومياً). بدأت تصدير منتجاتها في يناير 2015.

## التاريخ
صممت المصفاة على مساحة تقدر بحوالي 5.2 ملايين متر مربع في مدينة ينبع الصناعية بطاقة تكريرية تبلغ 400 ألف برميل يومياً من حقل منيفة، وتزودت بعناصر تشغيلية صناعية فائقة التطور. تم التوقيع على عقود أنشاء المشروع في شهر يناير 2012، وفي شهر يناير 2015م جرى نقل الشحنة الأولى والبالغة 300 ألف برميل من وقود الديزل النظيف. حازت ياسرف على جائزة بلاتس للطاقة العالمية كأفضل مشروع إنشاء للعام. يعمل في ياسرف نحو 1200 موظف بوظيفة مباشرة.

## المنتجات
- الغازولين: 90.000 برميل يومياً.
- الديزل ذو المحتوي الكبريتي فائق الانخفاض: 236.000 برميل يومياً.
- الفحم البترولي: 6.200 طن متري يومياً.
- الكبريت: 1.200 طن متري يومياً.
- البنزين: 140.000 طن سنوياً.